# Strépy-Thieu hajóemelő

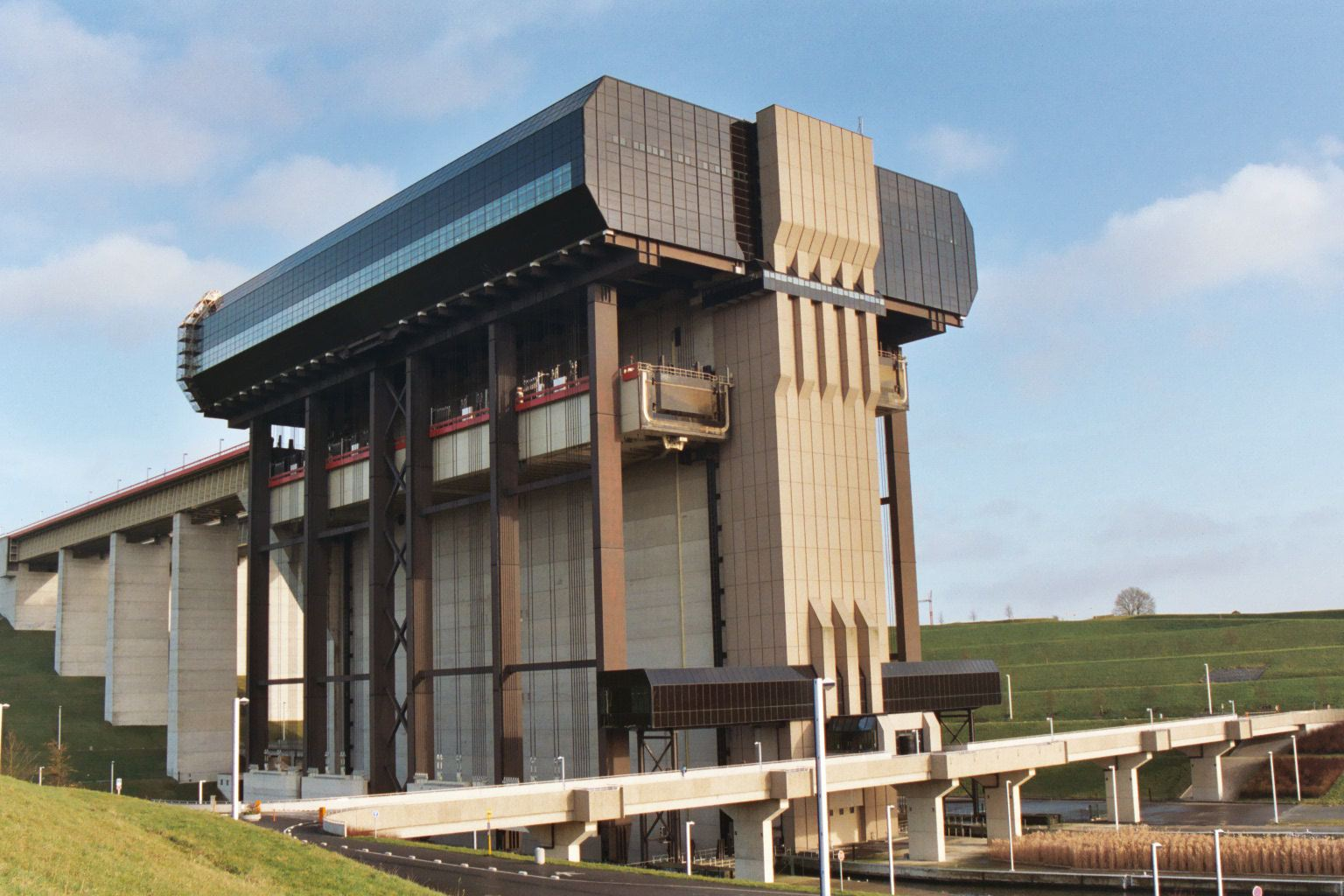
A Strépy-Thieu hajóemelő, Hainaut, Belgium

A Strépy-Thieu hajóemelő Belgiumban, Hainaut tartományban található, La Louvière város közelében, a Canal du Centre mentén.
A hajóemelő építését 1982-ben kezdték meg és 2002-ben adták át. Elkészültekor a világ legnagyobb hajóemelője volt, 73,15 méter szintkülönbséget lehet vele áthidalni. A hajóemelő, megépítése után a Maas (Meuse) és Schelde folyókat korábban összekötő négy kisebb hajóemelőt és két zsilipet váltott ki. A hajóemelő 1350 tonna vízkiszorítású hajók áthaladását is lehetővé teszi.
Megépítése óta jelentős hatást gyakorolt a környék gazdaságára, csak 2006-ban 22,7%-kal, a hajóemelő átadása óta pedig összesen 80%-kal nőtt a hajóforgalom a Canal du Centre-n.

## Képek

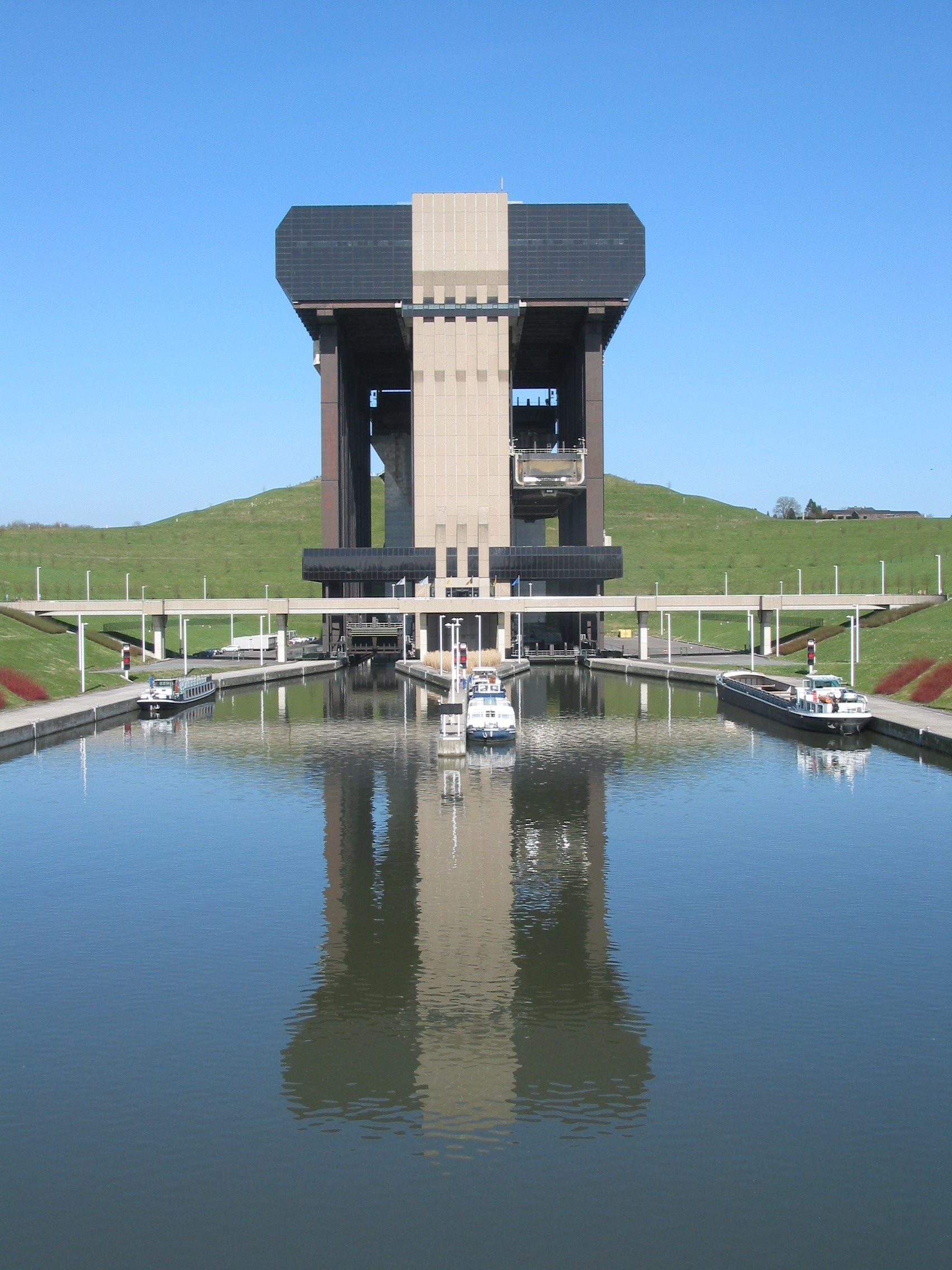
Az emelő alsó része, a kép bal oldalán az emelő készen áll a hajók fogadására.
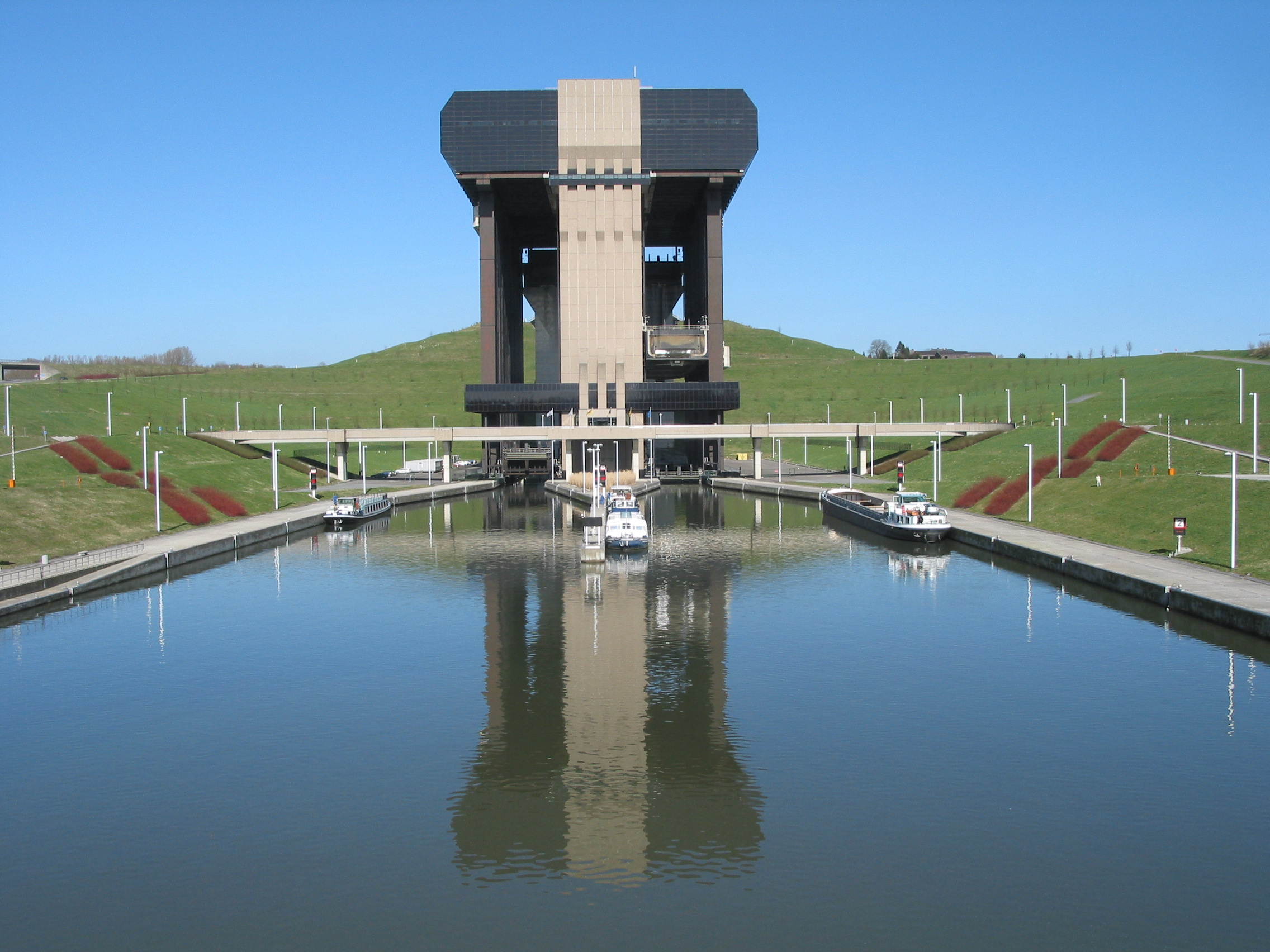
Az emelő alsó része, a kép bal oldalán az emelő készen áll a hajók fogadására.
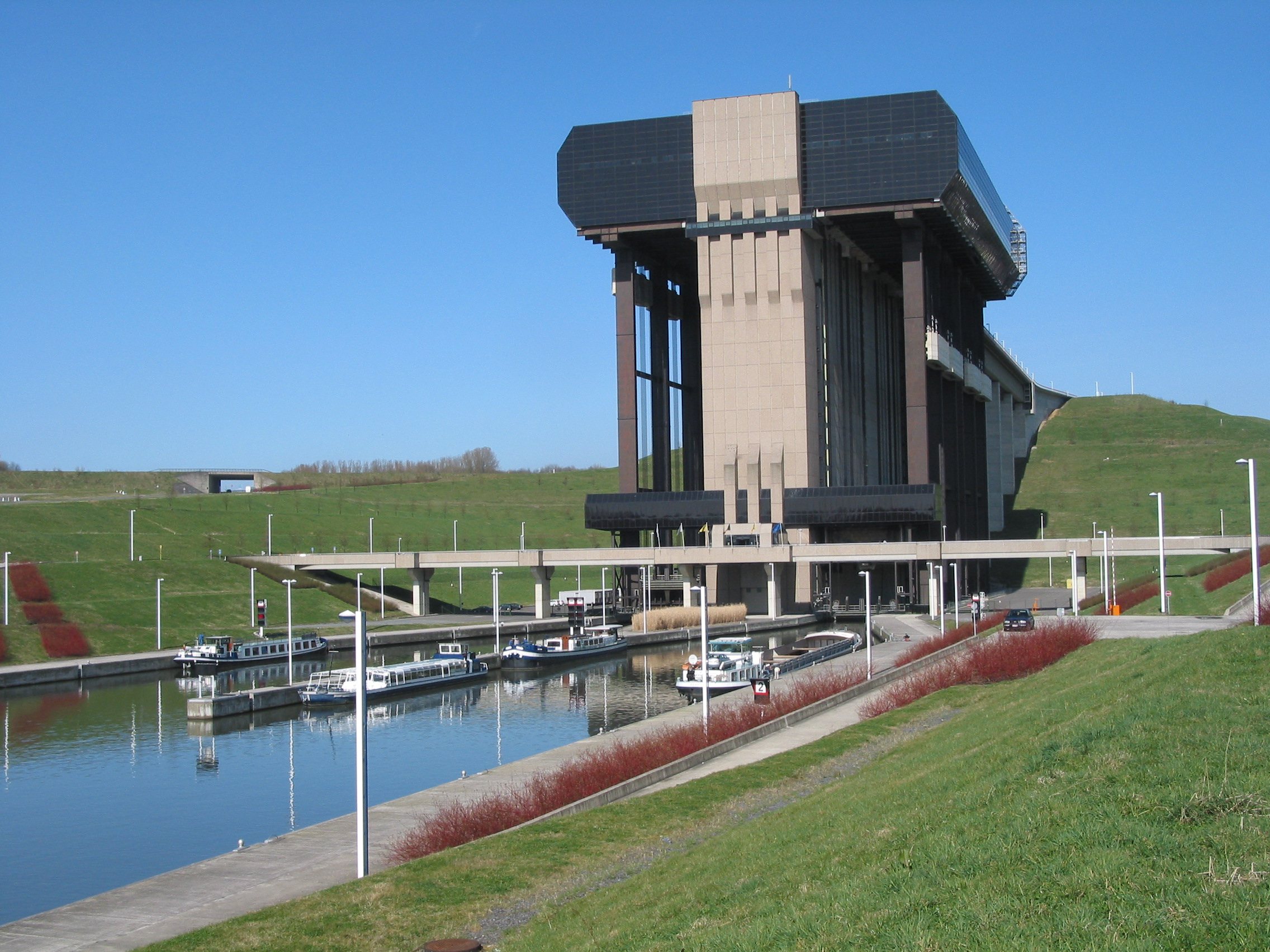
Az emelő és a csatorna jobb oldala.
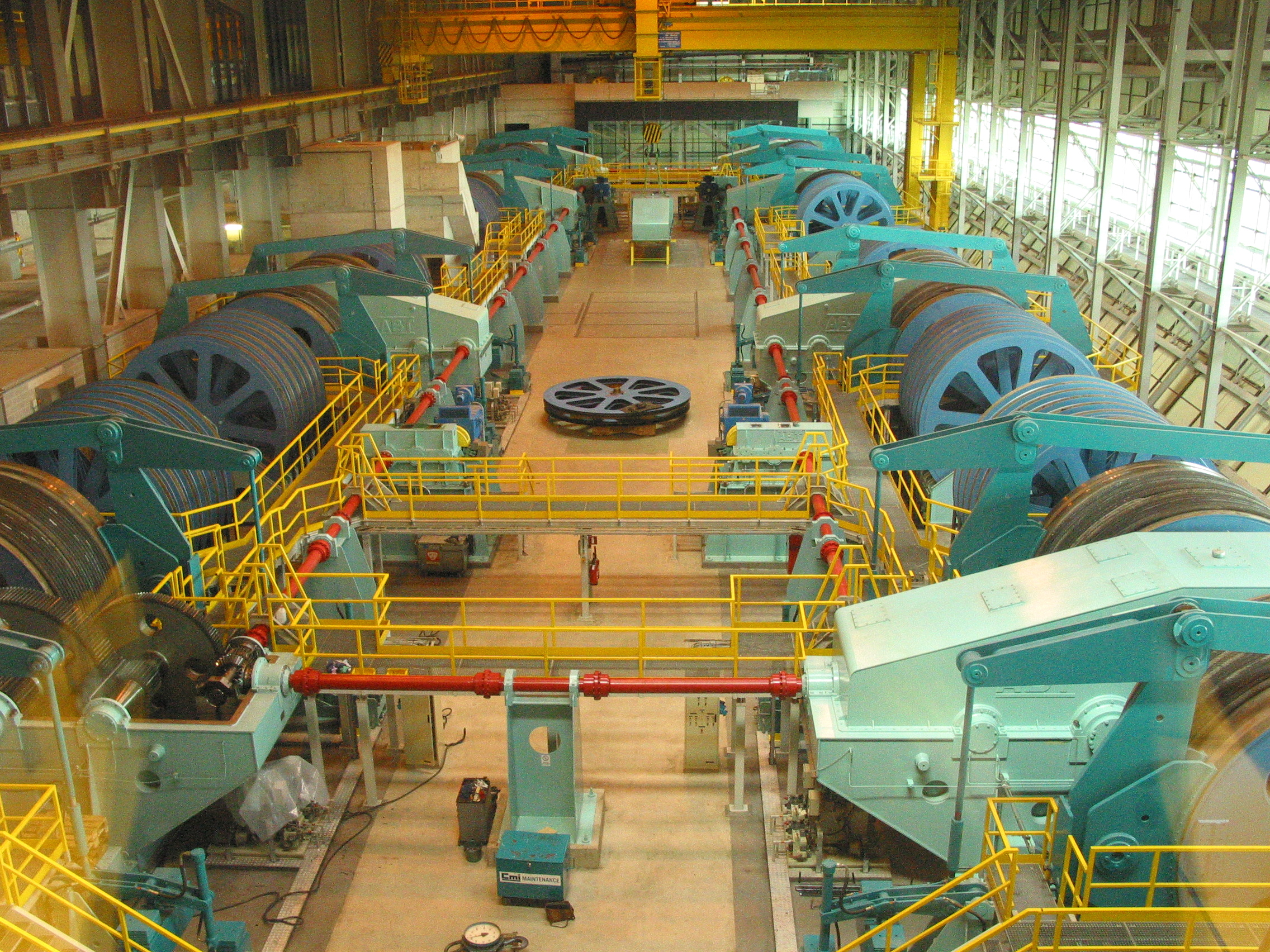
Az emelő gépháza.
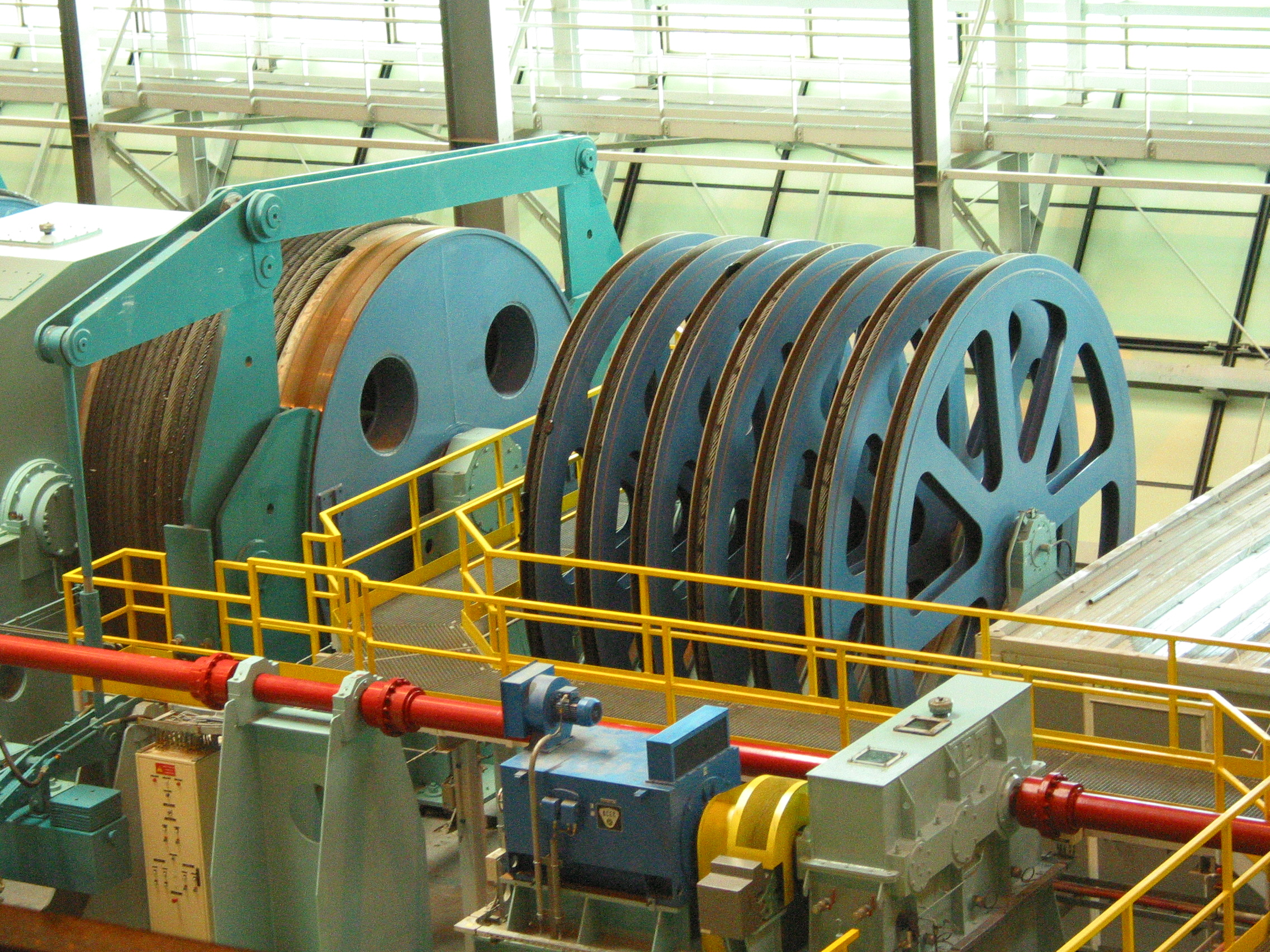
Az emelőt működtető kábeldobok.
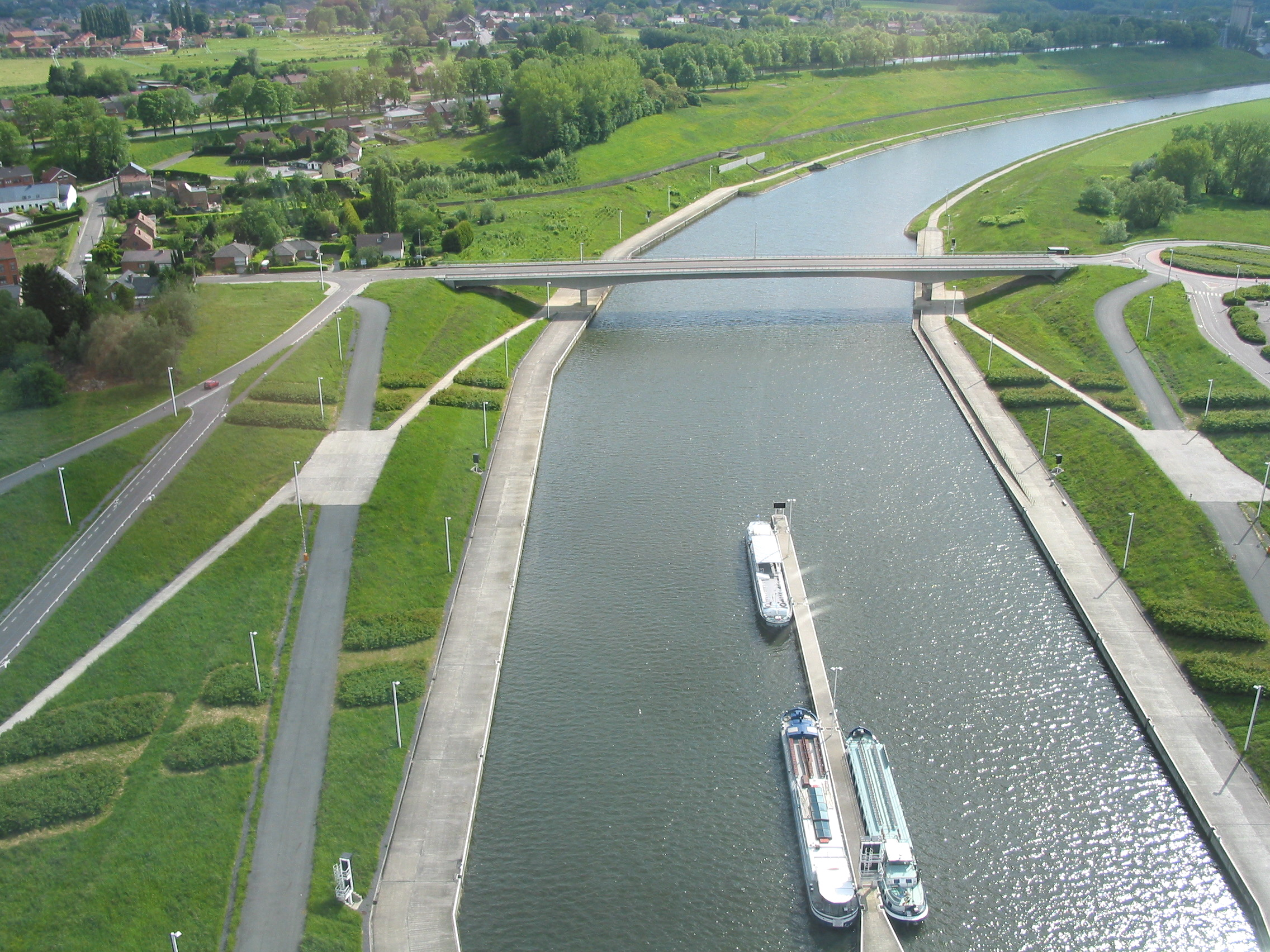
Kilátás a csatornára az emelő tetején lévő toronyból.
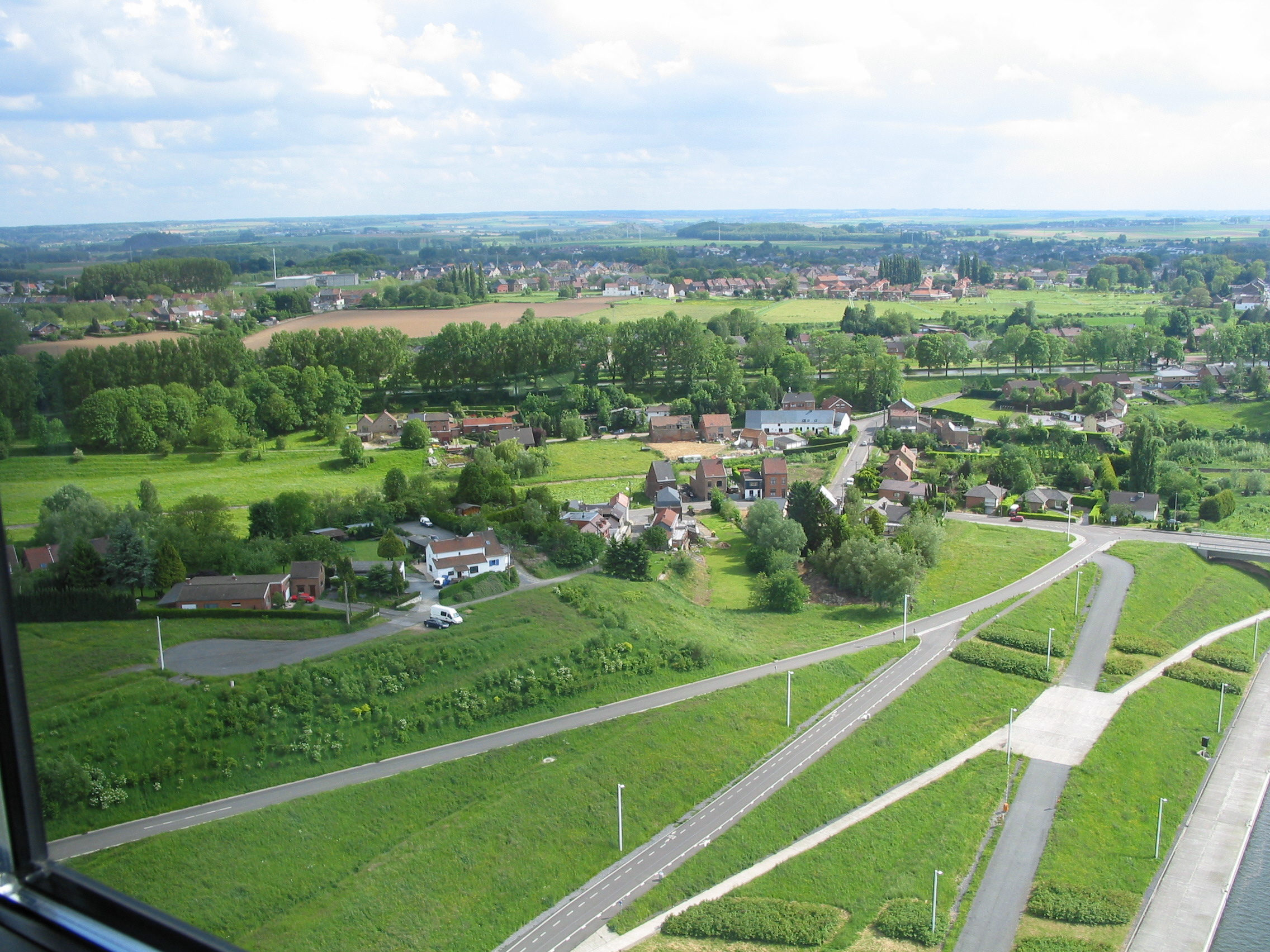
Kilátás a környező vidékre.

## Külső hivatkozások
- Vue satellite de l'ascenseur sur WikiMapia
- Direction générale des services techniques
- Canal du Centre
- http://membres.lycos.fr/benoitbxl/photos_asc.html
- 360°-os panoráma[halott link]